# Vilija Sereikaitė
Vilija Sereikaitė (ur. 12 lutego 1987 w Poniewieżu) – litewska kolarka torowa i szosowa, trzykrotna brązowa medalistka mistrzostw świata, mistrzyni i wicemistrzyni Europy.
Specjalizuje się w wyścigu na dochodzenie. Startowała w igrzyskach olimpijskich w 2008 w Pekinie, zajmując 6. miejsce w tej konkurencji. Trzykrotna brązowa medalistka mistrzostw świata (2009-2011), w 2009 roku zdobyła wicemistrzostwo Litwy w indywidualnym wyścigu szosowym na czas.

## Odznaczenia
- Medal Orderu „Za Zasługi dla Litwy” – 2010[2]